# Gamlan
Gamlan är en med Dånö ihopsittande ö i Åland (Finland). Den ligger i den nordvästra delen av landskapet, 40 km norr om huvudstaden Mariehamn.